# Ośrodek Zapasowy Telegraficzny „Lublin”
 Ośrodek Zapasowy Telegraficzny „Lublin” – oddział łączności Wojska Polskiego.

## Historia ośrodka
Ośrodek Zapasowy Telegraficzny „Lublin” nie istniał w organizacji pokojowej Wojska Polskiego. Był jednostką mobilizowaną zgodnie z uzupełnionym planem mobilizacyjnym „W”, w II rzucie mobilizacji powszechnej, w Lublinie. Jednostką mobilizującą była Kadra 2 batalionu telegraficznego w Krasnymstawie. Komendant kadry był odpowiedzialny za przygotowanie i przeprowadzenie mobilizacji m.in. OZ Telegraficznego „Lublin”.
Ośrodek miał być formowany według organizacji wojennej L.3125/mob.org., ukompletowany zgodnie z zestawieniem specjalności L.3125/mob.AR oraz uzbrojony i wyposażony zgodnie z wojennymi należnościami materiałowymi L.3125/mob./mat.
Skład ośrodka zapasowego:
- dowództwo ośrodka zapasowego,
- kompania gospodarcza,
- park ośrodka zapasowego,
- cztery kompanie telefoniczne[1][2].

Opisany wyżej skład należało traktować jako ramowy dla obliczenia zapotrzebowań mob. Szczegółową organizację miał ustalić dowódca ośrodka zapasowego zależnie od wysokości otrzymanych nadwyżek i warunków lokalnych.
Do OZ Telegraficznego „Lublin” miały przynależeć pod względem ewidencyjnym jednostki zmobilizowane przez:
- Kadrę 2 batalionu telegraficznego z Krasnegostawu,
- Kadrę 3 batalionu telegraficznego i kompanię łączności 29 DP z Grodna,
- Kadrę 4 batalionu telegraficznego oraz kompanie łączności 9 i 30 DP Brześcia,
- kompanie łączności 1 DP i Obszaru Warownego „Wilno” z Wilna,
- kompanię łączności 3 DP z Zamościa,
- kompanię łączności 13 DP z Równego,
- kompanię łączności 19 DP z Mołodeczna,
- kompanię łączności 20 DP z Baranowicz,
- kompanię łączności 27 DP z Kowla,

z wyjątkiem jednostek radio, które przynależały do Ośrodka Zapasowego Radio w Warszawie. Ponadto pod względem ewidencji i uzupełnień do ośrodka przynależały w czasie wojny jednostki pozostające o etatach pokojowych:
- Składnica Łączności nr 2 w Lublinie,
- Składnica Łączności nr 3 w Grodnie,
- Składnica Łączności nr 9 w Brześciu[7].

30 sierpnia 1939 między godz. 10.00 a 11.00 została zarządzona mobilizacja powszechna. Jako jej pierwszy dzień wyznaczono 31 sierpnia. Zgodnie z planem ośrodek miał osiągnąć gotowość mobilizacyjną jedenastego dnia mobilizacji powszechnej (X+4, dzień „X” był siódmym dniem mob. powszechnej). 2 września 1939 Naczelny Wódz zarządził przyśpieszenie o dwa dni mobilizacji jednostek II rzutu. Dniem „X” stał się 4 września. Zgodnie z rozkazem L.dz. 23/mob.39 ośrodek powinien osiągnąć gotowość mob. 8 września.
Do OZ Telegraficznego „Lublin” nadwyżki personelu i materiału miały odesłać:
- Kadra 2 batalionu telegraficznego z Krasnegostawu,
- Kadra 3 batalionu telegraficznego z Grodna[b],
- Kadra 4 batalionu telegraficznego z Brześcia[c],
- kompania łączności Obszaru Warownego „Wilno” z Wilna,
- kompania łączności 1 Dywizji Piechoty z Wilna,
- kompania łączności 3 Dywizji Piechoty z Zamościa,
- kompania łączności 13 Dywizji Piechoty z Równego,
- kompania łączności 19 Dywizji Piechoty z Mołodeczna,
- kompania łączności 20 Dywizji Piechoty z Baranowicz,
- kompania łączności 27 Dywizji Piechoty z Kowla.

Nadwyżki personelu i materiału kompanii łączności 3 DP maszerowały pieszo do Lublina, natomiast nadwyżki z pozostałych jednostek odsyłane były koleją.
Ośrodek był jednostką podległą dowódcy Okręgu Korpusu Nr II w Lublinie.
Na stanowisko dowódcy ośrodka wyznaczony został mjr łącz. Kazimierz Jan Korasiewicz.
Ośrodek wykorzystany został częściowo do wystawienia oddziałów łączności Armii „Lublin”, częściowo został ewakuowany w kierunku wschodnim po zbombardowaniu Lublina. „Dalsze losy są niejasne, zdaje się, że błąkał się między Łuckiem i Krasnymstawem, gdzie dnia 26 września zakopał broń”.
Do Lublina z Jarosławia dotarła część kadry oficerskiej i podoficerskiej poznańskiego 7 batalionu telegraficznego jako obsada ośrodka zapasowego.
8 września wyjechały z Grodna, transportem kolejowym, nadwyżki Kadry 3 baonu telegraficznego, lecz nie mogły dojechać do Lublina, wyładowały się w Kamienicy Wołyńskiej i dalej maszerowały pieszo. W okolicach Stanisławowa do sowieckiej niewoli dostał się kpt. adm. (łącz.) Teofil Brzozowski.
W czasie pobytu Kwatery Głównej Naczelnego Wodza w Brześciu z nadwyżek Kadry 4 baonu telegraficznego wystawiono jedną kompanię marszową do dyspozycji naczelnego dowódcy łączności. 11 lub 12 września nadwyżki miały wyjechać koleją z Brześcia do Stanisławowa. Dalsze losy nie są znane.

## Obsada personalna
- dowódca ośrodka – mjr łącz. Kazimierz Jan Korasiewicz
- dowódca plutonu telegraficznego – ppor. łącz. Kazimierz Paweł Klimek[21][22]